# HAL AMCA

Напредни средњи борбени авион (енгл. Advanced Medium Combat Aircraft) или НСБА (AMCA) је радни назив за пројекат новог индијског двомоторног ловца пете генерације. Развијају га заједно индијска компанија Аеро-наутика Хиндустан и Одбрамбено истраживачкa развојна организација за потребе индијског ратног ваздухопловства и морнаричке авијације индијске ратне морнарице.

## Развој и дизајн
Напредни средњи борбени авион Аеро-наутике Хиндустан би иницијално требало да погоне два млазна мотора Џенерал Електрик Ф414 (потиска 90 kN), да би касније био опремљен индијским млазним моторима (потиска 110 kN). Авион би требало да има трапезоидна крила у облику дијаманта, механичку структуру и труп смањене радарске уочљивости и унутрашње спремнике за наоружање. Дужина би требало да му буде 18 m, а висина 4,8 m. Максимална полетна маса авиона би требало да износи око 25 тона, максимална висина лета до 20 km, максимална брзина 2,15 маха, а брзина супер-крстарења чак 1,82 маха. Први пробни лет је планиран за 2025. или 2026. годину, а почетак серијске производње за период од 2028. до 2030. године. Планирано је да првих шест ескадрила буде попуњено авионом са млазним моторима млазна мотора Џенерал Електрик Ф414, док би следеће четири ескадриле биле попуњене авионима са домаћим млазним моторима, напреднијим АЕСА радарима, електро-оптичким системима и осталим сензорима, као и елементима ловаца шесте генерације.